# Георги Гочев (филолог)
Вижте пояснителната страница за други личности с името Георги Гочев.
Георги Иванов Гочев е български класически филолог, преводач, културолог, университетски преподавател, публицист.

## Биография
Роден е на 14 декември 1981 г. в Димитровград. Завършва с отличие средното си образование в Природо-математическа гимназия „Иван Вазов“ в родния си град (2000). Бакалавър (2004, с отличие) и магистър (2006, с отличие, първо място по успех във випуска на Факултета по класически и нови филологии) по класическа филология в СУ „Св. Кл. Охридски“. Редовен докторант към департамент „Средиземноморски и източни изследвания“ към Нов български университет в София (2007), където защитава и докторската си дисертация на тема „Щастие и промяна. Разбирането за благополучие в старогръцката литература до епохата на Елинизма“ (2010).
Хоноруван лектор по старогръцка литература в СУ „Св. Кл. Охридски“ (2007). Преподавател по старогръцки език и старогръцка литература в НБУ (2007). Щатен асистент (2009) и главен асистент (2011-) в департамент „Средиземноморски и източни изследвания“ в НБУ.
Един от водещите на общоуниверситетския семинар на НБУ (2010/2011; 2012/2013; 2014/2015; 2015/2016), ръководен от проф. Богдан Богданов.
Директор на програма „Класически студии“ в НБУ (2007 – 2011).
Автор на в-к „Дневник“ от 2013 г. От 2017 г. е редактор в седмичника „Литературен вестник“.
Живее в София. Женен. Има една дъщеря, Аспасия.

## Отличия
- 2002 г. – първо място в международен конкурс за есе към проект „Достъпът до литературата“, фондация „Сорос“
- 2004 г. – преводаческа субсидия за превода на Псевдо-Аристотел от фонд „Култура“, Pro Helvetia и фондация „Сорос“
- 2006 г. – преводачески субсидии за преводите на Аристотел, Ксенофонт и Платон от програма „Култура 2000“ на Европейския съюз
- 2007/2008 г. – изследователска стипендия на института за антични изследвания „Хардт“, Женева
- На 10 юни 2016 г. става носител на Националната награда „Христо Г. Данов“ в раздел „Хуманитаристика“ за преводите си на „Държавата“ от Платон и „Поетика“ от Аристотел.[7]

### Литературни текстове
- „Le sophiste a lieu (Софистът събитие)“ (разкази). Пловдив: Жанет 45, 2004, 72 с. (ISBN 954-491-179-0)[8]
- „Венера в Пафос. Ескиз за филологията“ (есета, студии, статии). София: Сонм, 2005, 240 с.
- „Безделникът“ (роман). Пловдив: Жанет 45, 2005, 177 с.[9]

### Монографии
- „Свободата от сенките: Справедливост и образование в диалозите на Платон“, София: Издателство на НБУ, 2023, 476 с. ISBN 978-619-233-242-6[10]

### Преводи, научни коментари, редакции, съставителства
- Псевдо-Аристотел, „Реторика към Александър“, превод от старогръцки, бележки и индекси, София: Сонм, 2004, 167 с.[11]
- Аристотел, Псевдо-Аристотел, Ксенофонт, Хиерокъл, „Икономика. Антични автори за стопанството“, съставителство, превод от старогръцки и латински, бележки, индекси, София: Сонм, 2006, 269 с.[12]
- Платон, „Закони“, превод от старогръцки на книги V, VIII-XII, редакция на книги I-IV, VI-VII, уводна студия, бележки, индекси, София: Сонм, 2007, 751 с.
- Франсоа дьо Полиняк, „Раждането на гръцкия град“, превод (заедно с Весела Атанасова) и редакция от френски, София: Издателство на НБУ, 2009, 294 с.[13]
- Платон, „Пир“, превод от старогръцки, коментар и предговор, София: Планета 3, 2011, 121 с. (второ подобрено издание: Платон, „Пир“, София: ИК Изток-Запад, 2015, 128 с.)[14].
- Грегорио Лури Медрано, „Въведение в речника на Платон“, научна редакция, София: Издателство на НБУ, 2012, 329 с.
- Платон, „Държавата“, превод от старогръцки, коментар и предговор, София: Издателство на НБУ, 2015, 498 с.
- „Разширяването на света. Изследвания в чест на проф. Богдан Богданов“, съставителство заедно с Веселина Василева, София: Издателство на НБУ, 2015, 599 с.
- Аристотел, „Поетика“, превод от старогръцки, коментар и предговор, София: ИК Изток-Запад, 2016, 112 с.
- „От думите към живота. Богдан Богданов и семиотиката“, съставителство заедно с Кристиан Банков, София: Издателство на НБУ, 2017, 144 с.
- Архилох, „Фрагменти“, съставителство и превод от старогръцки заедно с Петя Хайнрих, София: Издателство на НБУ, 2018, 400 с.
- Еврипид, „Медея“, превод от старогръцки заедно с Петя Хайнрих, София: Издателство на НБУ, 2019. ISBN 978-619-233-072-9